# Miss Universo 2007
Miss Universo 2007 foi a 56ª edição do concurso Miss Universo, realizada em 28 de maio de 2007 no Auditório Nacional na Cidade do México, México. Riyo Mori, Miss Japão, foi a primeira japonesa a conquistar a coroa desde Akiko Kojima em 1959. Esta também foi a primeira vez que o Brasil ficou com a segunda colocação – com Natália Guimarães – desde Rejane Goulart em 1972, trinta e cinco anos antes.
O grupo pop mexicano RBD se apresentou no concurso deste ano.

## Evento
Desde a chegada das candidatas à Cidade do México, os analistas esperavam que a coroa fosse de uma candidata asiática: a sul-coreana Honey Lee, favorita destacada da imprensa e do público pela beleza, especialmente facial, desde o início da competição. Sua maior adversária deveria ser a Miss Grécia, Doukissa Nomikou, que eventualmente causou grande surpresa por não ser classificada nem ao Top 15. A Ásia finalmente voltaria a ganhar o concurso, mas não com a Coreia do Sul e sim com a candidata do outro lado do Estreito da Coreia,a do Japão.
Este ano é marcado pelo recorde de desistências (15 das 90 franquias nacionais existentes à época não enviaram candidatas por diversos motivos,diminuído o numero de participantes do ano anterior 86 para 77), gratas surpresas e zebras históricas. Se pré favoritas como Espanha, República Dominicana e Rússia também não entraram entre as semifinalistas.A primeira grande surpresa da noite foram os anúncios de que a Tanzânia, que estava participando pela primeira vez do evento com Flaviana Matata,a primeira candidata careca na história do concurso, entrou nas semifinais e a  Eslovênia  haviam avançado as semifinais – juntamente com a Nicarágua. Outras pré favoritas como a Coreia do Sul, Brasil e Venezuela  conseguiram avançar juntamente de Japão, EUA, Angola, Índia, República Tcheca, Dinamarca, Tailândia e Ucrânia, além da dona da casa, Rosa Maria Ojeda, a Miss México.
Somadas as condições de zebras,tanto Tanzânia quanto Nicarágua,foram ainda mais longe,avançando para o Top 10,sendo que Japão, Brasil, Coreia do Sul, EUA, Venezuela, Angola, Índia e México, com as quatro europeias e a Tailândia sendo eliminadas. O Top 5 foi formado por Brasil, Japão, Coreia do Sul, Venezuela e EUA. A norte-americana Rachel Smith, hostilizada por toda a competição pelo público mexicano devido a problemas políticos entre os dois países e com mais intensidade depois da eliminação da Miss México, levou um tombo durante o desfile de traje de noite que acabou com suas chances. Ficou com o quinto lugar, e o público viu, para sua surpresa pois era considerada  a mais bonita das asiáticas e tinha feito uma apresentação perfeita, a coreana Lee ficar em quarto,  Venezuela em terceiro e Brasil e Japão sozinhas no palco de mãos dadas esperando o veredicto final. Para indignação de muitos tanto no Auditório Nacional e dos que assistiam pela televisão no mundo inteiro, que consideravam Natália Guimarães "a óbvia vencedora" depois da saída de Honey Lee,em choque Riyo Mori foi anunciada como a nova Miss Universo e coroada de maneira seca e desinteressada pela porto-riquenha Zuleyka Rivera, a Miss Universo 2006.
A eleição de Mori coroou um grande trabalho feito através dos anos pela organização do Miss Japão. Um país que até os anos 70 era uma das potências do Miss Universo e já tinha feito uma vencedora, a partir dali desapareceu das primeiras posições, se limitando a um papel secundário por décadas e  chegando a não participar por três anos seguidos entre 1995 e 1998.No final dos anos 90, a francesa Inès Ligron, de grande reputação no mundo da beleza e da moda francesa e internacional, assumiu a direção do concurso nacional japonês e o transformou completamente. A partir de 1998, com uma organização mais competente e a escolha de candidatas mais interessantes e orientadas por um trabalho na linha da moda, as japonesas começaram a chamar a atenção e em 2003 Miyako Miyazaki ficaria em quinto lugar na Cidade do Panamá. No ano anterior, Kurara Chibana, a favorita da multidão presente à final do concurso em Los Angeles, ficou em segundo lugar, perdendo apenas para Zuleyka Rivera de Porto Rico, até que a vitória japonesa no Miss Universo voltou nesta edição com Riyo Mori, fazendo valer o trabalho de uma década de Ligron.

## Resultados
| Colocação                | Candidata                                                                      | País                                                           |
| ------------------------ | ------------------------------------------------------------------------------ | -------------------------------------------------------------- |
| Miss Universo 2007       | Riyo Mori                                                                      | Japão                                                          |
| 2º lugar                 | Natália Guimarães                                                              | Brasil                                                         |
| 3º lugar                 | Ly Jonaitis                                                                    | Venezuela                                                      |
| 4º lugar                 | Honey Lee                                                                      | Coreia do Sul                                                  |
| 5º lugar                 | Rachel Smith                                                                   | Estados Unidos                                                 |
| Semifinalistas (Top 10): | Micaela Reis Puja Gupta Rosa Maria Ojeda Xiomara Blandino Flaviana Matata      | Angola · Índia · México · Nicarágua · Tanzânia                 |
| Semifinalistas (Top 15): | Tjasa Kokalj Lucie Hadasová Zaklina Sojic Farung Yuthithum Lyudmila Bikmullina | Eslovênia · República Tcheca · Dinamarca · Tailândia · Ucrânia |
| Premiações especiais     |                                                                                |                                                                |
| Melhor Traje Típico      | Agni Pratistha                                                                 | Indonésia                                                      |
| Miss Fotogenia           | Anna Theresa Licaros                                                           | Filipinas                                                      |
| Miss Simpatia            | Ningning Zhang                                                                 | China                                                          |

## Candidatas
Em negrito, a candidata eleita Miss Universo 2006. Em itálico, as semifinalistas.
| - África do Sul - Megan Coleman - Albânia - Sadina Alla - Alemanha - Angelina Glass - Angola - Micaela Reis (F) - Antígua e Barbuda - Stephanie Winter - Argentina - Daniela Stucan - Aruba - Carolina Raven - Austrália - Kimberley Busteed - Bahamas - Trinere Lynes - Barbados - Jewel Garner - Bélgica - Annelien Coorevits - Belize - Maria Jeffery - Bolívia - Jessica Burton - Brasil - Natália Guimarães (2ª) - Bulgária - Gergana Kochanova - Canadá - Inga Skaya - Cazaquistão - Gauhar Rakhmetalieva - China - Ning Ning Zhang - Chipre - Polyvia Achilleos - Colômbia - Eileen Roca - Coreia do Sul - Honey Lee (4ª) - Costa Rica - Veronica Gonzalez - Croácia - Jelena Maros - Curaçao - Naemi Monte - Dinamarca - Zaklina Sojic (SF) - El Salvador - Lisette Rodriguez - Egito - Ehsan Hatem - Equador - Lugina Cabezas - Eslováquia - Lucia Senášiová - Eslovênia - Tjasa Kokalj (SF) - Espanha - Natalia Zabala - Estados Unidos - Rachel Smith (5ª) - Estônia - Viktoria Azovskaja - Filipinas - Anna Theresa Licaros - Finlândia - Noora Hautakangas - França - Rachel Legrain-Trapani - Geórgia - Ana Giorgelashvili - Grécia - Doukissa Nomikou - Guatemala - Alida Boer | - Guiana - Meleesea Payne - Honduras - Wendy Salgado - Hungria - Bona Ildiko - Ilhas Maurício - Sandra Faro - Ilhas Virgens Americanas - Renata Christian - Índia - Puja Gupta (F) - Indonésia - Agni Kuswardono - Israel - Sharon Kenett - Itália - Valentina Massi - Jamaica - Zahra Redwood - Japão - Riyo Mori (MU) - Líbano - Nadine Njeim - Malásia - Adelaine Chin - México - Rosa Maria Ojeda (F) - Montenegro - Snezana Buskovic - Nicarágua - Xiomara Blandino (F) - Nigéria - Ebinabo Potts-Johnson - Noruega - Kirby Ann Basken - Nova Zelândia - Laural Barrett - Panamá - Sorangel Matos Arce - Paraguai - María José Maldonado - Peru - Jimena Elías Roca - Polónia - Dorota Gawron - Porto Rico - Uma Blasini - República Dominicana - Massiel Taveras - República Tcheca - Lucie Hadasová (SF) - Rússia - Tatiana Kotova - Santa Lúcia - Yoanna Henry - Sérvia - Teodora Marcic - Singapura - Jessica Tan - Suíça - Christa Rigozzi - Tailândia - Farung Yuthithum (SF) - Tanzânia - Flaviana Matata (F) - Turcas e Caicos - Saneita Been - Ucrânia - Lyudmila Bikmullina (SF) - Uruguai - Giannina Silva - Venezuela - Ly Jonaitis (3ª) - Zâmbia - Rosemary Chileshe |

## Jurados[5]

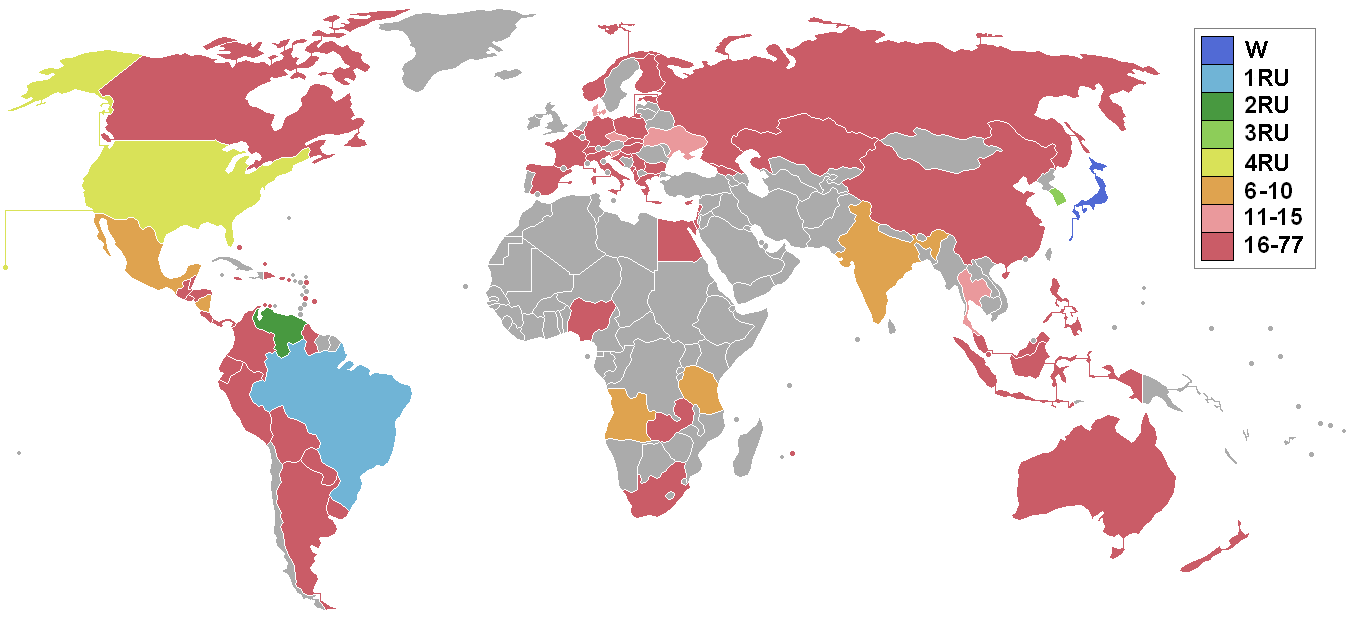
Países e territórios que enviaram candidatas e seus resultados.

- Dayanara Torres – Miss Universo 1993
- Christiane Martel – Miss Universo 1953
- Nina Garcia – editora da revista Elle e jurada do reality show Project Runway
- Michelle Kwan – vice-campeã olímpica da Patinação Artística nos Jogos Olímpicos de Inverno de 1998,em Nagano,Japão.
- James Kyson Lee – ator da série Heroes
- Dave Navarro – vocalista e líder das bandas The Panic Channel e Jane's Addiction e ex-integrante da banda Red Hot Chilli Peppers e
- Mauricio Islas – ator da novela El Manantial
- Tony Romo – jogador de futebol americano dos Dallas Cowboys
- Marc Bower – estilista
- Lindsay Clubine – modelo e assistente de palco do programa Deal or No Deal

## Fatos
- Este foi o ano em que mais franquias decidiram não enviar candidatas,dos 90 franqueados na época,15 decidiram não enviar candidatas.
- Em abril de 2007 uma grande polêmica irrompeu no México sobre o traje típico proposto para uso da candidata mexicana, Rosa María Ojeda. A saia do conjunto trazia estampada uma descrição da Guerra Cristera, uma rebelião católica ocorrida no país nos anos 1920,aonde milhares de pessoas foram mortas, incluindo  casos de enforcamentos. O caso foi chamado de "A Guerra do Traje Típico" e o traje incluía um crucifixo e um cinto cravejado de balas. O desenho do modelo havia sido escolhido entre trinta outros concorrentes e pretendia descrever a história e a cultura do México, mas acabou provocando uma grande controvérsia em meio a alegações de mau gosto e de ser inapropriado. Preocupados, os estilistas responsáveis pelo traje da Miss México decidiram retirar as peças que pudessem causar algum constrangimento e ele teve partes redesenhadas para incluir a Virgem de Guadalupe.[6][7]
- Pela primeira vez em 16 anos Trinidad e Tobago não participou do Miss Universo por falta de patrocínio para sua candidata.[8]
- Miss Sri Lanka Aruni Rajapaksha foi listada como participante no site oficial do concurso,[9]  mas acabou não competindo por razões desconhecidas; veio a participar apenas na edição seguinte, realizada no Vietnã.

## Atração musical
- RBD – "Wanna Play" / "Money Money" / "Cariño Mio"

## Transmissão e audiência
O concurso teve a transmissão internacional da NBC e da Telemundo para o mundo latino-hispânico. No Brasil foi retransmitido pela Rede Bandeirantes e pela TNT; ele deixou a Band em segundo lugar na audiência por apenas dez minutos da transmissão, caindo em seguida, com media de 6,5 pontos e pico de 10,5, números medidos pelo Ibope em São Paulo.
Nos Estados Unidos ela registrou a pior audiência desde 1974 (quando seus direitos de transmissão ainda pertenciam à CBS), de acordo com os registros da Nielsen Ratings: 7,23 milhões de telespectadores, uma média de 4,23 pontos, e um share entre 8 a 5,01 milhões de pessoas.  Em 1974, o concurso foi assistido por 35,58 milhões de telespectadores.